# Ruski sistem upravljanja katastroframa
Sveobuhvatne ruske sistemske informacije i upozorenje stanovnišva po pitanju preopterećenih mesta(OKSION,рус. Общероссийская комплексная система информирования и оповещения населения в местах массового пребывания людей) predstavlja ruski kompleksni sistem za praćenje, izveštavanje i upozoravanje. Stvoren je u okviru Federalnog ciljnog programa ,,Smanjenje rizika i ublažavanje prirodnih i antropogenih hazarda u Ruskoj Federaciji do 2010.godine. U maju 2011.godine izgrađeno je i pušteno u rad 596 OKSION terminalnih postrojenja u 37 centara za podatke, 2590 plazme i 1035 uređaja koje su uspostavljene kao pokretne trake. .
Celim kompleksom upravlja ,,OKSION" (Federalne državne institucije za celokupni informativni ruski sistem)i predstavlja složen sistem informisanjai upozoravanje stanovništva na prepunim mestima, Šef FSBI IC "OKSION" je Nikolas Balema. 
Sistem je podeljen na komponente koji se bavi javnim obaveštavanjem na ulici (PUON)i tačkama koje se nalaze u prostorijama. Sastoji se od velikih plazma i LCD ekrana, kamera, oprema za poboljšanje zvuka, kao i opremu za radijaciju i hemijsku kontrolu.